# Lee Sun-kyun
Lee Sun-kyun (* 2. März 1975 in Seoul; † 27. Dezember 2023 ebenda) war ein südkoreanischer Schauspieler.

## Leben und Verlauf seiner Karriere
Lee Sun-kyun war das jüngste von vier Geschwistern. Er hatte zwei ältere Brüder und eine ältere Schwester.
Mit Night and Day, dem Kurzfilm Lost in the Mountains (2009), Oki’s Movie, Nugu-ui Ttal-do Anin Haewon und Our Sunhi spielte er gleich in fünf Arthouse-Filmen des Regisseurs Hong Sang-soo mit.
2012 spielte er an der Seite von Lim Su-jeong die Hauptrolle in der romantischen Komödie All About My Wife. In dem Film ist seine Figur nach siebenjähriger Ehe durch ständiges Rumnörgeln so genervt von seiner Frau, dass er einen Casanova engagiert, der seine Frau verführen soll, damit sie ihn verlässt.
2014 spielte er in dem Actionthriller A Hard Day einen Detektiv, der eines Nachts einen Mann anfährt und dessen Tod vertuschen möchte. Jedoch erpresst ihn ein Anrufer, er habe den Mord gesehen. 
2018 spielte er die Hauptrolle in der preisgekrönten Dramaserie My Mister an der Seite von Lee Ji-eun. Die Serie handelt von vom Leben gebeutelten Schicksalen, die einander Trost und Wärme spenden.
2019 folgte eine Hauptrolle in der oscarprämierten schwarzen Komödie Parasite von Bong Joon-ho, die ihn einem weltweiten Publikum bekannt machte.
Am 23. Mai 2009 heiratete er die Schauspielerin Jeon Hye-jin. Aus der Ehe gingen zwei Söhne hervor.
Am 27. Dezember 2023 beging er im Alter von 48 Jahren mutmaßlich Suizid.
Zum Zeitpunkt von Lees Tod standen noch zwei Filmveröffentlichungen aus. Der Mysterythriller Project Silence feierte Weltpremiere bei den Internationalen Filmfestspielen von Cannes 2023 und erschien am 12. Juli 2024 im Kino. Die Dreharbeiten zu Land of Happiness wurden 2022 abgeschlossen, das Erscheinungsdatum war der 14. August 2024.

## Filmografie

### Filme
- 2002: Make It Big (일단 뛰어 Ildan Ttwieo)
- 2002: Surprise Party (서프라이즈)
- 2002: A Perfect Match (좋은사람있으면 소개시켜줘 Joeun-saram Isseu-myeon Sogae Sikyeojwo)
- 2002: Boss X-File (보스 상륙 작전 Boseu Sangryuk Jakjeon)
- 2003: Scent of Love (국화꽃 향기 Gukhwakkot Hyanggi)
- 2003: Show Show Show (쇼쇼쇼)
- 2004: My Mother, the Mermaid (인어공주 Ineo Gongju)
- 2004: Love, So Divine (신부수업 Sinbu Sueop)
- 2004: Ghosts of War (알 포인트 R-Point)
- 2005: Erotic Chaos Boy (에로틱 번뇌 보이)
- 2006: The Customer Is Always Right (손님은 왕이다 Sonnim-eun Wang-ida)
- 2006: A Cruel Attendance (잔혹한 출근 Janhokan Chulgeun)
- 2007: Dark Town – Eine Stadt in Angst und Schrecken (우리 동네 Uri Dongne)
- 2008: Night and Day (밤과 낮 Bam-gwa Nat)
- 2008: Sagwa (사과)
- 2008: Romantic Island (로맨틱 아일랜드)
- 2009: Paju (파주)
- 2010: Oki’s Movie (옥희의 영화 Okhui-ui Yeonghwa)
- 2010: Petty Romance (째째한 로맨스 Jjaejjaehan Romaenseu)
- 2011: Officer of the Year (체포왕 Chaepowang)
- 2012: Helpless (화차 Hwacha)
- 2012: All About My Wife (내 아내의 모든 것 Nae Anae-ui Modeun Geot)
- 2013: Haewon und die Männer
- 2013: Our Sunhi (우리 선희 Uri Seonhui)
- 2014: A Hard Day (끝까지 간다 Kkeut-kkaji Ganda)
- 2015: Angry Lawyer (성난 변호사)
- 2017: The King’s Case Note (임금님의 사건수첩)
- 2017: Man of Will (대장 김창수)
- 2017: A Special Lady (미옥)
- 2018: The Attack – Enter the Bunker (PMC: 더 벙커)
- 2019: Jo Pil-ho: Der Anbruch der Rache
- 2019: Parasite (기생충 Gisaengchung)
- 2022: Kingmaker
- 2023: Killing Romance
- 2023: Sleep
- 2023: Project Silence
- 2024: Land of Happiness (행복의 나라 Haengbok-ui Nara)

### Fernsehserien
- 2001–2002: Lovers (연인들 Yeonindeul, MBC)
- 2003: Thousand Years of Love (천년지애, SBS)
- 2003: MBC Best Theater „Chakhan Dangshin Loveholic“ (MBC)
- 2003: MBC Best Theater „Dad Romeo, Mom Juliet“ (MBC)
- 2003: Drama City „18-year-old Bride“ (KBS2)
- 2004: Drama City „Semi-transparent“ (KBS2)
- 2004: Drama City „Dr. Love“ (KBS2)
- 2005: Drama City „Love of a Spider Woman“ (KBS2)
- 2005: Drama City „Innocent Love“ (KBS2)
- 2005: Loveholic (러브홀릭, KBS2)
- 2005: MBC Best Theater „Taereung National Village“ (MBC)
- 2006: Fugitive Lee Doo-yong (도망자 이두용, KBS2)
- 2006: MBC Best Theater „Behind“ (MBC)
- 2007: White Tower (하얀 거탑, MBC)
- 2007: The 1st Shop of Coffee Prince (커피프린스 1호점, MBC)
- 2008: My Sweet Seoul (달콤한 나의 도시, SBS)
- 2009: Triple (트리플, MBC)
- 2010: Pasta (파스타, MBC)
- 2010: Drama Special „Our Slightly Risque Relationship“ (KBS2)
- 2012: Golden Time (골든타임, MBC)
- 2013: Miss Korea (미스코리아, MBC)
- 2018: My Mister (나의 아저씨, tvN)
- 2021: Dr. Brain (Dr. 브레인, Apple TV+)
- 2022: Payback: Geld und Macht

## Auszeichnungen (Auswahl)
2007:
- MBC Drama Awards: Golden Acting Award, Actor in a Miniseries für White Tower

2010:
- Las Palmas de Gran Canaria International Film Festival: Bester Hauptdarsteller für Paju
- MBC Drama Awards: Bestes Paar (mit Gong Hyo-jin) und Top Excellence Award, Actor für Pasta
- KBS Drama Awards: Best Actor in a One-Act/Drama Special für Our Slightly Risque Relationship